# Provincia Elazığ
Provincia Elazığ este o provincie a Turciei cu o suprafață de 9,153 km², localizată în partea de est a țării.

## Districte
Adana este divizată în 11 districte (capitala districtului este subliniată):
- Ağın
- Alacakaya
- Arıcak
- Baskil
- Elâzığ
- Karakoçan
- Keban
- Kovancılar
- Maden
- Palu
- Sivrice